# جيه ويليامسون
جيه ويليامسون (15 ديسمبر 1990 بكلكتا في الهند - ) هو لاعب كرة قدم هندي في مركز الهجوم. لعب مع نادي بونه وUnited Sikkim FC ‏ ونادي بهوانيفور لكرة القدم.

## وصلات خارجية
- جيه ويليامسون على موقع قاعدة بيانات كرة القدم.إي يو (الإنجليزية)